# Pelayos (revista)
Pelayos fue una revista infantil española, publicada desde San Sebastián entre 1936 y 1938. Estaba editada por la Junta Nacional Carlista de Guerra y eran sus directores el canónigo Mariano Vilaseca, en la parte editorial, y Mosén Rosell, en la administrativa.

## Trayectoria
Pelayos apareció a finales de diciembre de 1936, tras haberse tramitado el oportuno permiso de edición a través de la Oficina de Prensa y Propaganda de Burgos y gracias a donaciones económicas voluntarias. Como otros tebeos nacionales, se editaba desde San Sebastián, aprovechando que en ella se encontraban los talleres ófset de Nerekán.
Un mes después, Falange Española y de las JONS la imitó con Flecha.
A partir de su número 20, Juan Baygual, luego editor de "Chicos", empezó a sufragar la revista.
A finales de 1938 ambas revistas se fundieron en una única publicación denominada Flechas y Pelayos. Surgió, sin embargo, la Editorial Española, S. A., vinculada a la desaparecida Pelayos.

## Contenido
Pelayos tenía una clara intención propagandística, en el sentido de apoyar tanto los valores carlistas como la guerra contra la República. Incluía así series como Catecismo del Pelayo y una historia del Movimiento Nacional, contando con personajes como Pelayín o Pícotin. Entre sus colaboradores, muchos de ellos catalanes, destacaron Alcaide, Mercedes Bonet del Río, Castanys, José María Canellas Casals (con el seudónimo A.  Benjamín), Consuelo Gil, Cozzi, Mercedes Llimona o Josep Serra Massana.
| Números | Fecha | Título                                        | Autoría | Procedencia                     |
| ------- | ----- | --------------------------------------------- | ------- | ------------------------------- |
|         | 1937  | Aventuras de Polito y su amigo Paco el Minero | Alcaide | Nueva, pasó a Flechas y Pelayos |
|         | 1937  | Aventuras de Ovalo Detective                  | Alcaide | Nueva                           |